# Liste des plus hautes constructions de Nanning

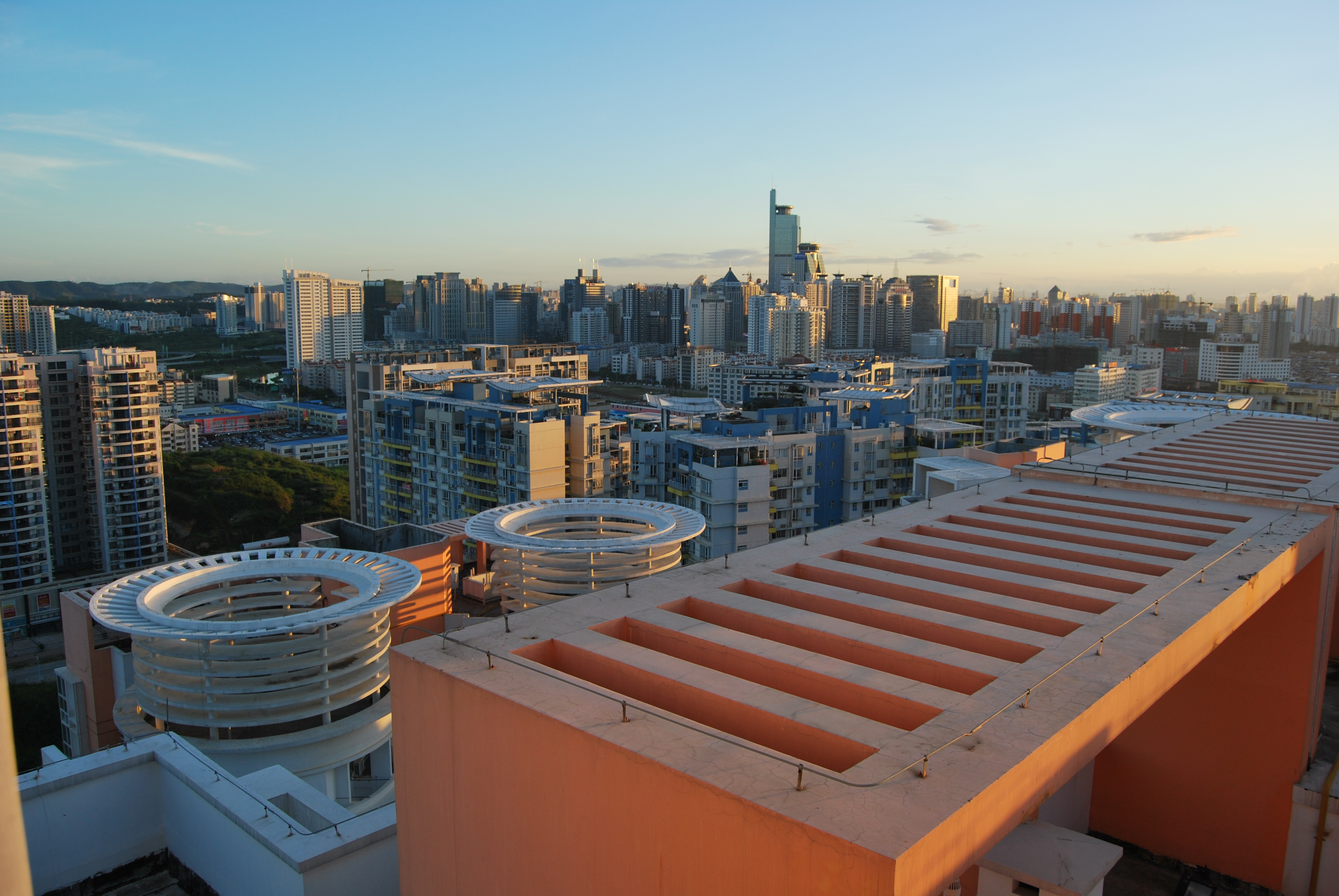
Panorama de Nanning.

Nanning est une ville chinoise d'environ 9 millions d'habitants, et est le chef-lieu de la région autonome du Guangxi, en Chine. En date de 2022, on y retrouvait 74 gratte-ciel complétés d'une hauteur de plus de 150 m. Cette liste recense les plus hautes structures de cette ville. Depuis 2020, la plus haute structure de la ville est le Nanning China Resources Tower.

## Historique

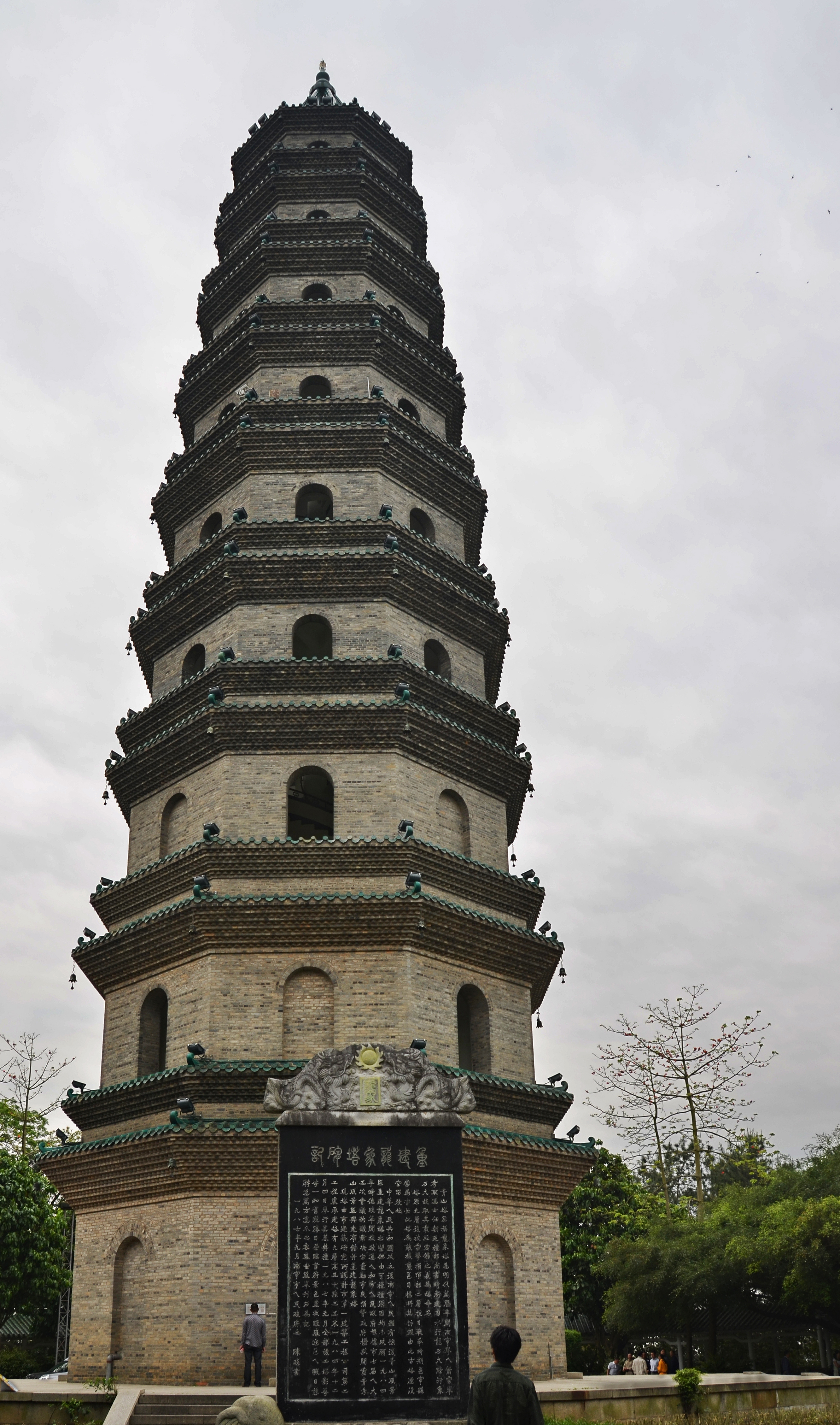
La Pagode de Longxiang.

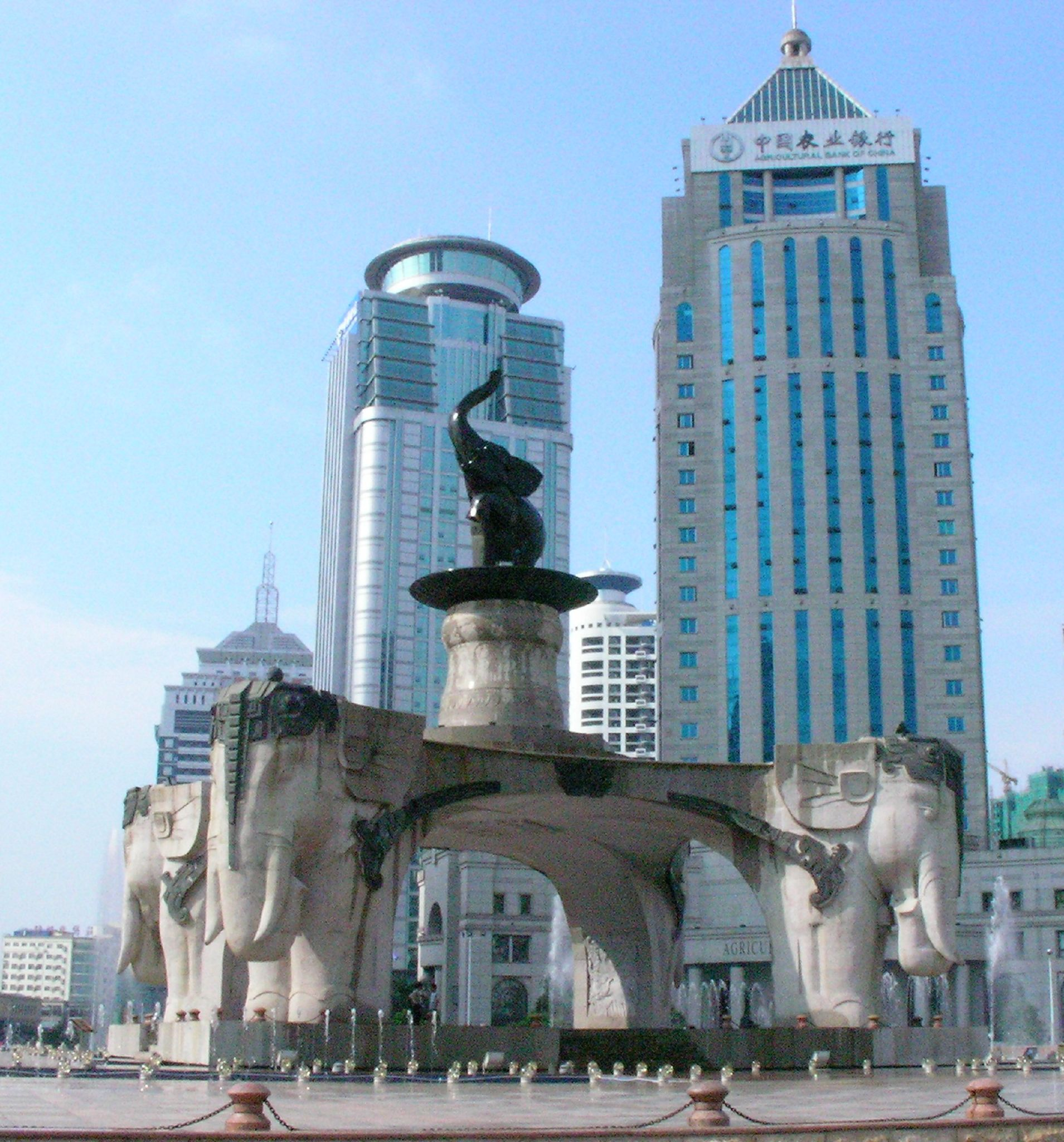
Le Nanning No. 2 Telecom Hinge Building, à gauche, en arrière-plan.

Le premier édifice de grande hauteur connu à Nanning est le Nanning Hotel, complété en 1952 et d'une hauteur de 71 m. Le premier édifice de plus 100 m est le Guangxi Electric Power Mansion, complété en 1993, et d'une hauteur de 138 m. En 1999 est complété le premier dépassant les 150 m, le Nanning No. 2 Telecom Hinge Building, d'une hauteur de 168 m,. En 2022, Nanning était la 21e ville au monde avec le plus de gratte-ciel (édifice de 150 m et plus), la 17e en asie et la 9e en Chine. La plus haute construction à étages qui n'est pas un gratte-ciel est la Pagode de Longxiang, mesurant 52,35 m de haut.
| Nom                                  | Hauteur | Dates de détention du record |
| ------------------------------------ | ------- | ---------------------------- |
| Guangxi Electric Power Mansion       | 138 m   | 1993-1999                    |
| Nanning No. 2 Telecom Hinge Building | 168 m   | 1999-2006                    |
| Diwang International Commerce Center | 276 m   | 2006-2017                    |
| Guangxi Finance Plaza                | 321 m   | 2017-2018                    |
| Logan Century Center 1               | 381 m   | 2018-2020                    |
| Nanning China Resources Tower        | 403 m   | 2020-                        |

## Liste des plus hautes constructions
| Rang | Nom du bâtiment                               | Image | Hauteur  | Nombre d'étages | Année de construction | Type                       |
| ---- | --------------------------------------------- | ----- | -------- | --------------- | --------------------- | -------------------------- |
| 1    | Nanning China Resources Tower                 |       | 402,7 m  | 85              | 2020                  | Bureaux, hôtel, commercial |
| 2    | Logan Century Center 1                        |       | 381,3 m  | 82              | 2018                  | Bureaux, hôtel             |
| 3    | Guangxi Financial Investment Center (ru)      |       | 330 m,   | 67              | 2021                  | Commercial, hôtel          |
| 4    | Guangxi Finance Plaza                         |       | 321 m    | 68              | 2017                  | Bureaux, hôtel             |
| 5    | Jiuzhou International Tower                   |       | 318 m    | 71              | 2017                  | Bureaux                    |
| 6    | Guangxi Wealth Financial Center               |       | 310,8 m  | 70              | 2019                  | Bureaux                    |
| 7    | Logan International Headquarters Tower 1      |       | 278 m    | 58              | 2018                  | Bureaux commerciaux        |
| 8    | Diwang International Commerce Center          |       | 276 m    | 54              | 2006                  | Bureaux, hôtel, commercial |
| 9    | Boland World Financial Center 1               |       | 268 m,   | 53              | 2019                  | Bureaux                    |
| 10=  | Hangyang Sino Plaza 1                         |       | 231,7 m  | 53              | 2018                  | Bureaux                    |
| 10=  | Hangyang Sino Plaza 3                         |       | 231,7 m  | 53              | 2018                  | Bureaux                    |
| 12   | Sankee Plaza                                  |       | 231 m    | 50              | 2014                  | Bureaux                    |
| 13   | KWG International Finance Plaza               |       | 228 m    | 50              | 2018                  | Bureaux                    |
| 14   | Hangyang Sino Plaza 2                         |       | 225,7 m  | 50              | 2018                  | Hôtel, commercial          |
| 15   | Liyuan Skyline City                           |       | 221,9 m  | 57              | 2013                  | Bureaux                    |
| 16=  | Park Lane Manor 5                             |       | 220 m    | 60              | 2015                  | Résidentiel                |
| 16=  | Park Lane Manor 6                             |       | 220 m    | 60              | 2015                  | Résidentiel                |
| 16=  | Science and Technology Park Headquarters C3   |       | 220 m,   | 41              | 2019                  | Hôtel                      |
| 19   | Nanhu Mingdu Plaza                            |       | 218 m    | 47              | 2013                  | Bureaux                    |
| 20=  | Qingxiu Wanda Mansion 1                       |       | 216,4 m  | 60              | 2015                  | Résidentiel                |
| 20=  | Qingxiu Wanda Mansion 2                       |       | 216,4 m  | 60              | 2015                  | Résidentiel                |
| 22   | GIG International Financial Center            |       | 213,5 m  | 43              | 2019                  | Bureaux                    |
| 23=  | Yuda Group Headquarters Tower 1               |       | 210 m    | 50              | 2018                  | Bureaux                    |
| 23=  | Greenland Center Tower 8                      |       | 210 m,   | 47              | 2017                  | Bureaux                    |
| 25   | DK International Building                     |       | 209 m,   | 32              | 2022                  | Bureaux                    |
| 26=  | Triumph One #1                                |       | 202,9 m  | 47              | 2017                  | Résidentiel                |
| 26=  | Triumph One #2                                |       | 202,9 m  | 47              | 2017                  | Résidentiel                |
| 28=  | Triumph One #3                                |       | 200,3 m  | 46              | 2017                  | Résidentiel                |
| 28=  | Triumph One #4                                |       | 200,3 m  | 46              | 2017                  | Résidentiel                |
| 30=  | Qingxiu Wanda Plaza Office Tower 1            |       | 200 m    | 47              | 2015                  | Bureaux                    |
| 30=  | Qingxiu Wanda Plaza Office Tower 2            |       | 200 m    | 47              | 2015                  | Bureaux                    |
| 30=  | Qingxiu Wanda Plaza Office Tower 3            |       | 200 m    | 47              | 2015                  | Bureaux                    |
| 30=  | Qingxiu Wanda Plaza Office Tower 4            |       | 200 m    | 47              | 2016                  | Bureaux                    |
| 30=  | Boland World Financial Center 2               |       | 200 m    | 45              | 2019                  | Bureaux                    |
| 35=  | Aegean City Plaza Block A                     |       | 198 m,   | 42              | 2021                  | Bureaux, commercial        |
| 35=  | Aegean City Plaza Block A                     |       | 198 m,   | 42              | 2021                  | Bureaux, commercial        |
| 37   | Wuxiang Headquaters Building                  |       | 197,9 m, | 42              | 2018                  | Bureaux                    |
| 38   | Logan International Headquarters Tower 2      |       | 191 m,   | 37              | 2017                  | Bureaux                    |
| 39   | Qingxiu Wanda Plaza Office Tower 5            |       | 190 m    | 35              | 2016                  | Bureaux                    |
| 40   | Guangxi International Trade Center Main Tower |       | 177,2 m  | 45              | 2008                  | Bureaux                    |